# Argyra loewi
Argyra loewi är en tvåvingeart som beskrevs av Kowarz 1879. Argyra loewi ingår i släktet Argyra, och familjen styltflugor. Enligt den svenska rödlistan är arten otillräckligt studerad i Sverige. Arten förekommer i Svealand. Artens livsmiljö är våtmarker, skogslandskap.